# Propetes schmidti
Propetes schmidti är en insektsart som beskrevs av Melichar 1925. Propetes schmidti ingår i släktet Propetes och familjen dvärgstritar. Inga underarter finns listade i Catalogue of Life.